# 내 생애 가장 아름다운 일주일
"내 생애 가장 아름다운 일주일"은 민규동 감독의 로맨스 영화이다.

## 줄거리
각기 다른 여섯 커플의 사랑을 일주일이라는 한정된 시간 안에서 '다중스토리 구조'라는 형식을 통해 보여주는 영화. 임창정은 '지하철에서 물건을 팔며 어렵게 생활하지만 밝고 긍정적인 캐릭터'인 창후 역으로, 엄정화는 깐깐하고 도도한 정신과 의사로 분해 단순무식 과격하지만 여자에겐 숙맥인 노총각 형사와 팽팽하고 아슬아슬한 사랑 줄다리기를, 주현은 '20년째 단관 극장을 운영하며 지내는 고집불통 구두쇠' 곽회장 역할을, 김수로는 어린 꼬마 연인과의 매우 색다른 사랑을 선보인다.

## 출연진
- 임창정 : 김창후 역
- 서영희 : 하선애 역
- 주현 : 곽 회장, 곽만철 역
- 오미희 : 오 여인, 오선희 역
- 엄정화 : 허유정 역
- 황정민 : 나두철 역
- 김수로 : 박성원 역
- 천호진 : 조재경 역
- 진태현 : 민태현 역
- 전혜진 : 이 작가 역
- 윤진서 : 임수경 역
- 정경호 : 유정훈 역
- 이병준 : 조지석 역
- 김유정 : 진아 역
- 하지원 : 연주 역
- 류승수 : 조 감독 역
- 조희봉 : 사업가 역
- 정경호 : 도덕적 해이 역
- 우현 : 변 신부 역
- 이세영 : 배우 지망생 자스민 역
- 이환 : 소매치기 역
- 김윤석 : 동만 역
- 김민정 : 동만 처 역
- 이지민 : 동만 아들 역
- 정윤민 : 이 형사 역
- 한상진 : 막내 형사 역
- 황효은 : 김 간호사 역
- 김혜연 : 최윤영 역
- 최은지 : 리포터 역
- 박진우 : PD 역
- 이지희 : 자스민 모 역
- 유보영 : 산부인과 간호사 역
- 이주리 : 산부인과 간호사 역
- 김광인 : 토론회 사회자 역
- 서진욱 : 소아병동 의사 역
- 안상윤 : 공익 역
- 채용병 : 명지대 감독 역
- 신성록 : 농구선수 상은 역
- 최원석 : 시비 운전자 역
- 박정순 : 상가 남 역
- 한세훈 : 배우 남 역
- 김태용 : 영화 감독 역
- 정혜영 : 편의점 여점원 역
- 전성호 : 강간 미수범 역
- 정구진 : 채권 추심원 2 역
- 김건호 : 패널 1 역
- 송문수 : 패널 2 역
- 김도민 : 천사의 도전 농구선수 역
- 조윤채 : 천사의 도전 농구선수 역
- 김성래 : 천사의 도전 농구선수 역
- 서성종 : 천사의 도전 농구선수 역
- 이승철 : 천사의 도전 농구선수 역
- 미상 : 정훈의 댄스그룹 역
- 미상 : 안데스 뮤지션 역
- 쌍투스 코러스 : 성가대 역
- 박상현 : 응원단 역
- 유근희 : 농구 심판 역
- 신동파 : 농구 해설 역 (목소리)
- 박영만 : 농구 해설 역 (목소리)
- 망난이 : 퍼그 역
- 이윤석 : 카메오 - 예고편의 지나가는 행인 역
- 김명훈 : 농구선수들 역

## 수상 경력
- 2005년 제13회 춘사영화상
  - 여우조연상 - 오미희
  - 각본상 - 유성협 외
  - 신인남우상 - 진태현
  - 신인여우상 - 서영희
  - 심사위원특별상 - 민규동
- 2005년 제4회 대한민국 영화대상
  - 편집상 - 문인대